# 정치 컨설턴트
정치 컨설팅은 선거 운동과 관련한 모든 활동을 돕는 전문가다. 주로 미국에서 발달한 개념이지만 대한민국 등 다른 나라에도 정치 컨설팅이 정치 관련 산업으로 자리매김하고 있다. 

## 대한민국
정치 컨설팅을 전업으로 하는 정치 기획사의 효시는 1988년 연우커뮤니케이션이다. 연우커뮤니케이션 이전에는 상업광고 기획사나 국회의원 보좌진 출신들이 일시적으로 기획사를 차리는 정도였다.
이후 1991년 기초, 광역의원 선거에서 본격적으로 정치 컨설팅 관련 업체가 늘어나기 시작했다. 박성민의 민기획과 김능구의 e윈컴이 이때부터 정치 컨설팅을 앞세웠다. 2012년 기준으로 정치 컨설팅 업체는 대한민국 국회가 있는 여의도를 중심으로 한 서울에 30~40개, 전국적으로 100여 곳이 있다.
정치 컨설팅은 선거와 관련된 모든 활동에 연관돼 있다. 후보자의 명함을 만들거나, 트위터, 페이스북 등을 관리하는 일도 포함된다. 대형 업체의 경우 여론조사, 정치 광고, 선거전략 기획, 이미지 메이킹을 함께 운영하기도 한다.
주된 활동으로는 여론조사와 핵심그룹 인터뷰(Focus Group Interview)가 있다. 여론조사는 해당 지역구의 여론을 알아보는 척도이자 동시에 후보자를 홍보하는 용도로 활용되기도 한다. 또한 FGI를 통해 해당 지역구 유권자들이 원하는 후보자의 이미지나 지역의 숙원사업 등을 알아내 선거전략 수립에 참고한다.
기타 자질구레한 홍보 관련 일도 정치 컨설팅의 몫이다. 외모는 어떻게 손을 보고, 방송에서 발음은 어떻게 하는게 적절할지, 어떤 보좌진을 선택하는 것이 좋은지 등을 알려준다. 여론조사를 기반으로 해당 후보자가 어떤 지역에 어떤 정당 소속으로 출마하는 것이 좋은지, 공약은 무엇을 내거는 것은 적절한지 '큰 그림'을 그리기도 한다. 
2012년 총선의 경우 한 후보자가 정치 컨설팅 업체에게 모든 선거 업무를 통째로 맡기면 대략 1억원 가량이 소요된다고 한다. 2005년의 경우 상위 컨설팅 업체의 자문료는 4000~5000만원 선이라고 한다.
2007년 대선 때는 한국사회여론연구소(KSOI) 소속 정치 컨설턴트들이 각기 지지하는 정당 후보의 캠프에 직접 참여한 적도 있다. 김헌태 KSOI 대표는 문국현, 수석전문위원 김성식은 이명박, 부소장 정기남과 수석전문위원 정창교는 정동영, 기획위원 문명학은 권영길 후보의 컨설턴트가 아니라 실무진으로 참여했다.
또한 대학 총장 선거, 노동조합 위원장 선거 등 공직과 무관한 선거에도 정치 컨설팅이 들어간다.

## 참고 문헌
- 2005년 한겨레21 기사
- 2007년 시사인 기사 보관됨 2015-05-29 - 웨이백 머신
- 2012년 경향신문 기사